# جنگ داخلی سامانیان (۸۸۸ میلادی)
جنگ داخلی سامانیان اشاره به درگیری‌ای دارد که در سال ۸۸۸ میلادی بین برادران سامانی، نصر، امیر دولت سامانی و فرمانروای سمرقند، و اسماعیل، فرمانروای بخارا و خوارزم روی داد. سر باززدن اسماعیل از پرداخت خراج به سمرقند، زمینه‌ساز این درگیری گردید.
نصر و اسماعیل سه سال پیش هم با یکدیگر درگیر شدند؛ گرچه آن نبرد با وساطت سایر امیران منطقه، با اعلام وضع موجود قبل از جنگ به پایان رسید؛ اما این مرتبه، اسماعیل با قاطعیت برادر خودش را در نبردی که در نزدیکی خوارزم روی داد، شکست داد.
با این حال، اسماعیل با مهربانی و احترام با نصر رفتار کرد. او پیش از نصر از اسب خود پیاده شد و حتی بر اساس افسانه‌هایی که در رابطه با این نبرد نقل کرده‌اند، دست برادر بزرگ‌تر خود را بوسید. اسماعیل مجدداً نصر را به عنوان امیر همه قلمروی سامانی به رسمیت شناخت، با این حال پیداست که نصر بخش بزرگی از قدرت را خود را از دست داده‌است. چند سال پس از این نبرد، نصر درگذشت و اسماعیل که مطابق توافق پس از نبرد ولیعهد او شده بود، جایگزین برادرش شد.